# Старожильськ
Старожи́льськ (рос. Старожильск, марій. Старожильск) — селище у складі Медведевського району Марій Ел, Росія. Входить до складу Азяковського сільського поселення.

## Населення
Населення — 110 осіб (2010; 140 у 2002).
Національний склад (станом на 2002 рік):
- росіяни — 61 %
- лучні марійці — 33 %